# Nörd-Tallbergsträsket
Nörd-Tallbergsträsket är en sjö i Piteå kommun i Norrbotten och ingår i Åbyälvens huvudavrinningsområde. Sjön har en area på 0,178 kvadratkilometer och ligger 332,1 meter över havet.

## Delavrinningsområde
Nörd-Tallbergsträsket ingår i det delavrinningsområde (726508-170861) som SMHI kallar för Mynnar i Åbyälven. Medelhöjden är 339 meter över havet och ytan är 12,29 kvadratkilometer. Det finns inga avrinningsområden uppströms utan avrinningsområdet är högsta punkten. Vattendraget som avvattnar avrinningsområdet har biflödesordning 2, vilket innebär att vattnet flödar genom totalt 2 vattendrag innan det når havet efter 87 kilometer. Avrinningsområdet består mestadels av skog (74 procent) och sankmarker (14 procent). Avrinningsområdet har 0,91 kvadratkilometer vattenytor vilket ger det en sjöprocent på 7,4 procent.